# Ein starkes Team: Der Freitagsmann
Der Freitagsmann ist ein deutscher Fernsehfilm von Daniel Helfer aus dem Jahr 2014. Es handelt sich um die 58. Folge der Krimiserie Ein starkes Team mit Maja Maranow und Florian Martens in den Hauptrollen.

## Handlung
Der Filialleiter eines Supermarkts wird erschossen, als er am Freitagabend nach Ladenschluss die Einnahmen dem Geldboten übergeben will. Anhand der Videoaufzeichnungen ist davon auszugehen, dass das Opfer den maskierten Täter gekannt hat. Kriminalhauptkommissarin Verena Berthold und Kollege Otto Garber verdächtigen zunächst den vorbestraften Lagerarbeiter Oliver Brumbach, der vor kurzem erst entlassen wurde, die 130.000 Euro geraubt zu haben. Da er für die Tatzeit ein Alibi hat, konzentrieren sich die Nachforschungen auf Stefanie König, eine von Filialleiter Wittings Kassiererinnen, die dieser vor ein paar Tagen vergewaltigt hat. So gerät ihr seit zwei Jahren arbeitsloser Mann Christian in Verdacht, der zudem vor kurzem eine kleine Waffensammlung geerbt hat, von der eine Pistole fehlt. Christian König wird deshalb vorläufig festgenommen.
Doch dann gibt es genau eine Woche später einen weiteren Überfall, diesmal auf Wittings Stellvertreter Rolf Blanke, der vorübergehend der neue Filialleiter ist. Da in der Nähe des Tatorts ein Brecheisen mit Brumbachs Fingerabdrücken gefunden wird, nehmen die Ermittler den von der Presse als „Freitagsmann“ titulierten Supermarkträuber in Gewahrsam. Aus seiner Pistole ist aber noch nie ein Schuss abgegeben worden. Zudem taucht auch die Pistole aus Königs Waffensammlung wieder auf. Julia Roggenkamp, eine Kollegin von Stefanie König und weiteres Vergewaltigungsopfer von Witting, hatte die Waffe gestohlen, fand aber dann den Mut nicht, ihren Chef zu erschießen.
Roggenkamp sagt zudem aus, dass sie Michael Seiters, der als Verkaufsberater vor einiger Zeit im Markt tätig war, am Abend des ersten Überfalls auf dem Parkplatz gesehen hat. Bei den Ermittlungen kommt heraus, dass dessen vierzehnjährige Tochter Lea als Aushilfe ebenfalls von Witting vergewaltigt wurde. Die von Seiters nun abgegebene Speichelprobe ergibt eine Übereinstimmung mit der aufgefundenen DNA am Tatort des Mordes. Doch seine Anwältin präsentiert den verblüfften Kommissaren Seiters’ Zwillingsbruder Christian Seiters, der seinem Bruder für den betreffenden Abend ein Alibi gibt.
Ermittler Ben Kolberg erfährt von einer Bekannten bei der Steuerfahndung, dass Wittings Nachfolger Blanke vor kurzem ein Tagesgeldkonto über 130.000 Euro eröffnet hat. Gegenüber der Polizei gibt dieser zu, dass Michael Seiters ihn am Vorabend des Mordes angerufen habe, um ihn zu bitten, am nächsten Abend etwas früher Feierabend zu machen. Am Tag danach habe er dann ein Paket mit 130.000 Euro vor seiner Wohnungstür gefunden. Gemeinsam mit Blanke wollen die Kommissare Seiters nun eine Falle stellen. Er könne das Paketpapier mit seinen Fingerabdrücken gegen weitere 130.000 Euro haben. Doch Seiters erscheint nicht am verabredeten Treffpunkt. Stattdessen wird Blanke von Christian Seiters vor seiner Wohnungstür überwältigt und in dessen Wagen gezwungen. Verena Berthold erfährt in der Zwischenzeit, dass Christian Seiters der leibliche Vater von Lea ist und von ihrer Mutter über die Vergewaltigung informiert wurde. Otto Garber und Ben Kolberg, die Blanke nach Hause gebracht haben, werden von Berthold benachrichtigt und können Seiters in letzter Minute stoppen.

## Hintergrund
Der Freitagsmann wurde in Berlin gedreht und am 19. April 2014 um 20:15 Uhr im ZDF erstausgestrahlt.
Sputnik, dessen Rolle als Geschäftsmann in der Serie als ein Running Gag angelegt ist, eröffnet in dieser Folge eine Umzugs- und Entrümpelungsfirma.

## Kritik
Die Kritiker der Fernsehzeitschrift TV Spielfilm vergeben nur eine mittlere Wertung (Daumen gerade) und meinen: „Erst kalauert’s heftig, dann verirrt sich die Story in absurden Schleifen.“